# Situla
Situla (latinsko vedro) je izraz, ki se nanaša na starodavno okrašeno kovinsko (največkrat bronasto) posodo v obliki vedra ali vaze, značilno za čas od 8. do 4. stoletja pr. n. št. Situlska umetnost se nanaša tudi na figuralno upodabljanje na drugih predmetih: pasnih sponah, nožnicah mečev, čeladah, itd.
Situlska umetnost je nastala v času starejše železne dobe (7. stoletje pr. n. št.), v halštatskem obdobju. Najti jo je moč na ozemlju, ki se razteza od Bologne (Italija) preko Slovenije do Avstrije. Najpogostejše so upodobitve človeških in živalskih figur, okrasnih elementov in različnih prizorov iz takratnega življenja. Na Slovenskem so jih odkrili okoli 22, predvsem v Novem mestu, pri Grosuplju in Vačah.
Situla z Vač pri Litiji je iz 6.st. pr. n. š. in je iz bronaste pločevine, visoka 23,8 cm.
Izdelana je v tehniki torevtike (to je tehnika vrezovanja in tolčenja v kovino). Odkrili so jo v 19.st. Izkopal jo je kmet Janez Grilc leta 1882 in takrat jo je Karel Dežman zadržal v Sloveniji. Sedaj jo hranijo v Narodnem muzeju v Ljubljani.

## Najdbe v Sloveniji
- Klenik, situla z Vač (5. stoletje pr. n. št.), hrani jo Narodni muzej Slovenije
- Stična, situla z okrašenim pokrovom (okrog 600 pr. n. št.), hrani jo Narodni muzej Slovenije
- Magdalenska gora, ciborij, (okrog 500 pr. n. št.), hrani jo Narodni muzej Slovenije
- Zagorje, pasna spona, (okrog 500 pr. n. št.), hrani jo Narodni muzej Slovenije
- Novo mesto, situla, (okrog 400 pr. n. št.), hrani jo Dolenjski muzej v Novem mestu

Najstarejše najdbe segajo v 2. polovico 19. stoletja.